# Hommert
Hommert är en kommun i departementet Moselle i regionen Grand Est (tidigare regionen Lorraine) i nordöstra Frankrike. Kommunen ligger i kantonen Sarrebourg som tillhör arrondissementet Sarrebourg. År 2022 hade Hommert 309 invånare.

## Befolkningsutveckling

| 1793 | 1800 | 1806 | 1821 | 1831 | 1836 | 1841 | 1846 | 1851 | 1856 | 1861 | 1871 |
| ---- | ---- | ---- | ---- | ---- | ---- | ---- | ---- | ---- | ---- | ---- | ---- |
| 402  | 473  | 536  | 627  | 667  | 648  | 638  | 646  | 631  | 612  | 554  | 481  |
| 1875 | 1880 | 1885 | 1890 | 1895 | 1900 | 1905 | 1910 | 1921 | 1926 | 1931 | 1936 |
| 463  | 447  | 422  | 430  | 439  | 462  | 460  | 440  | 414  | 402  | 383  | 382  |
| 1946 | 1954 | 1962 | 1968 | 1975 | 1982 | 1990 | 1999 | 2006 | 2012 |      |      |
| 402  | 356  | 377  | 371  | 384  | 368  | 329  | 323  | 354  | 361  |      |      |